# Saison 5 de Star Academy
 (décembre 2023).
Si vous disposez d'ouvrages ou d'articles de référence ou si vous connaissez des sites web de qualité traitant du thème abordé ici, merci de compléter l'article en donnant les références utiles à sa vérifiabilité et en les liant à la section « Notes et références ».
En pratique : Quelles sources sont attendues ? Comment ajouter mes sources ?
 (juin 2025).
La cinquième saison de Star Academy, émission française de téléréalité musicale, a été diffusée sur TF1 du 2 septembre 2005 au 16 décembre 2005.
Pendant près de 4 mois, 18 candidats reçoivent une formation artistique au sein de l'Academy. Les élèves sont évalués par les professeurs à travers les primes et les évaluations. Ils se produisent chaque vendredi sur le plateau de l'émission ainsi que devant les téléspectateurs, aux côtés d'artistes invités venus partager des duos. Chaque semaine, les trois moins bons élèves sont soumis au vote du public et l'un d'entre eux quitte définitivement l'aventure. À l'issue du programme, le vainqueur remporte 1 000 000 €.
Présentée par Nikos Aliagas, cette saison a pour directrice de promotion Alexia Laroche-Joubert, qui fait son retour après 2 ans d'absence, et pour marraine Mariah Carey. Elle est remportée par Magalie Vaé,.

## Générique
À partir de cette saison, le générique sonore de l'émission est Love Generation de Bob Sinclar. Ce générique restera en place jusqu'à la saison 7.

## L'Academy

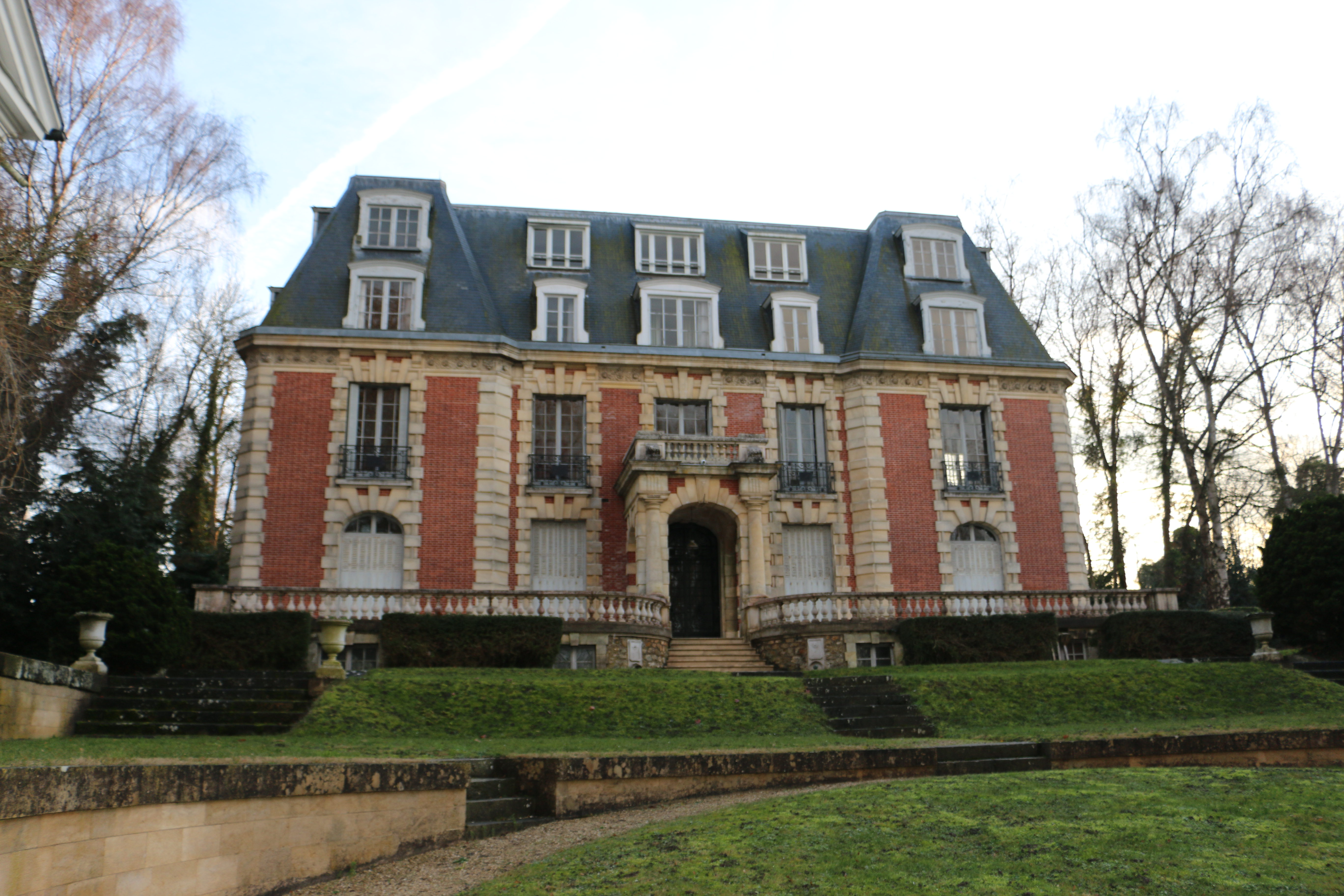
Château des Vives-Eaux.

Pour cette cinquième édition de la Star Academy, les élèves sont de retour au château des Vives Eaux de Dammarie-lès-Lys.
Cette année, c'est un retour aux sources pour le château qui redevient un lieu de vie. La cuisine, les chambres et la salle de bains s'y situent à nouveau. Un dressing ainsi qu'une salle de jeux équipée d'un baby-foot et de platines DJ sont également mis à disposition des élèves. À la place du bureau de l'ancien directeur se trouve un petit salon séparant la chambre des filles et celle des garçons,.
Dans les annexes du château, entre la salle de chant et le théâtre, se situe le bureau de la directrice. Les candidats disposent également d'une salle de musique (équipée de tous les instruments nécessaires à leur formation d'artiste). Un chapiteau ouvert sur la verdure est dédié aux cours de danse et de sport[réf. souhaitée].

## Candidats

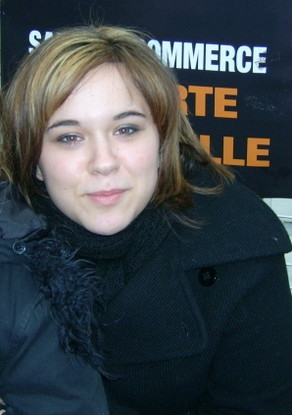
Magalie.
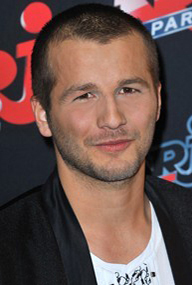
Jérémy.
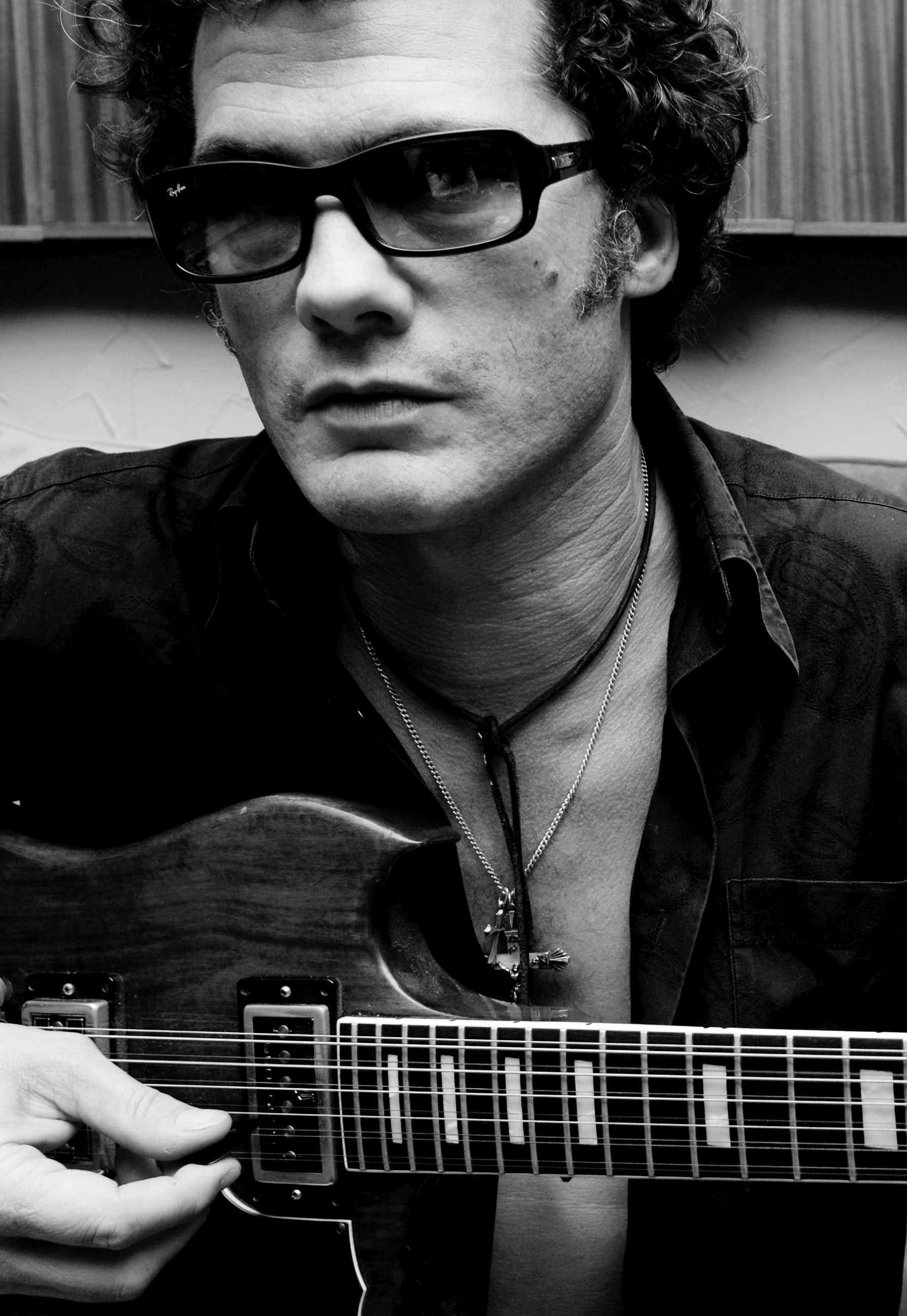
Pascal.
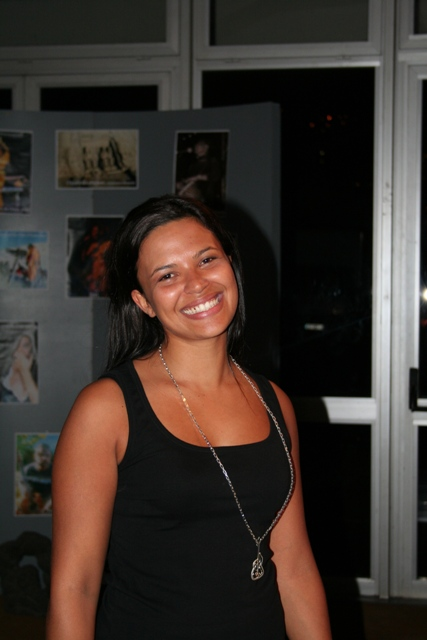
Émilie.
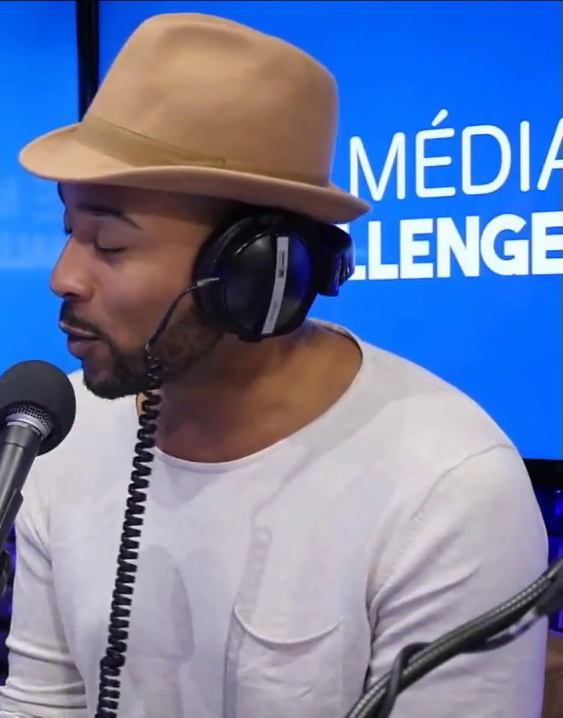
Jean-Luc.
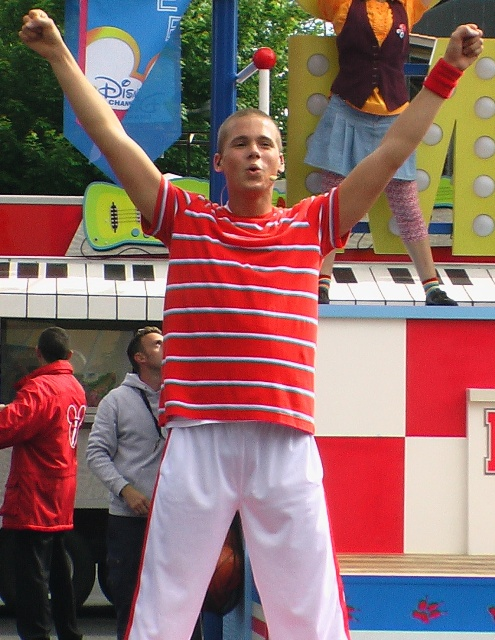
Arno.

| Prénom           | Nom complet              | Âge    | Tournée | Statut                             | Réf(s). |
| ---------------- | ------------------------ | ------ | ------- | ---------------------------------- | ------- |
| Magalie          | Magalie Bonneau          | 18 ans | Oui     | Gagnante le 16 décembre 2005       | ,       |
| Jérémy           | Jérémy Amelin            | 19 ans | Oui     | Finaliste le 16 décembre 2005      | ,       |
| Pascal           | Pascal Maunoury          | 37 ans | Oui     | Demi-finaliste le 9 décembre 2005  | ,       |
| Ely              | Elyanne Breton           | 19 ans | Oui     | Demi-finalistes le 2 décembre 2005 | ,       |
| Émilie           | Émilie Minatchy          | 24 ans | Oui     | Demi-finalistes le 2 décembre 2005 | ,       |
| Alexia           | NC                       | NC     | Oui     | Éliminée le 26 novembre 2005       | [ 13 ]  |
| Jean-Luc         | Jean-Luc Guizonne        | 26 ans | Oui     | Éliminé le 19 novembre 2005        | ,       |
| Maud             | Maud Verdeyen            | 17 ans | Oui     | Éliminée le 11 novembre 2005       | ,       |
| Pierre           | Pierre Frischeteau       | 25 ans | Oui     | Éliminé le 4 novembre 2005         | ,       |
| Arno             | Arnaud Demessine         | 17 ans | Oui     | Éliminé le 28 octobre 2005         | ,       |
| Grégoire         | Grégoire Bourdin Gouello | 17 ans | Non     | Éliminé le 21 octobre 2005         | ,       |
| Laure            | Laure Ruhland            | NC     | Non     | Éliminée le 14 octobre 2005        | ,       |
| Jill             | Jill Vandermeulen        | 17 ans | Non     | Éliminée le 7 octobre 2005         | ,       |
| Chloé            | Chloé Boucaud            | 18 ans | Non     | Éliminée le 30 septembre 2005      | ,       |
| Michaël          | Michaël Tabury           | 17 ans | Non     | Éliminé le 23 septembre 2005       | ,       |
| Moïses           | Moïses Quaresma          | 22 ans | Non     | Éliminé le 16 septembre 2005       | ,       |
| Nassim et Neïssa | Nassim et Neïssa Parize  | 19 ans | Non     | Éliminées le 9 septembre 2005      | ,       |

- Magalie.
- Jérémy.
- Pascal.
- Émilie.
- Jean-Luc.
- Arno.

## Corps professoral

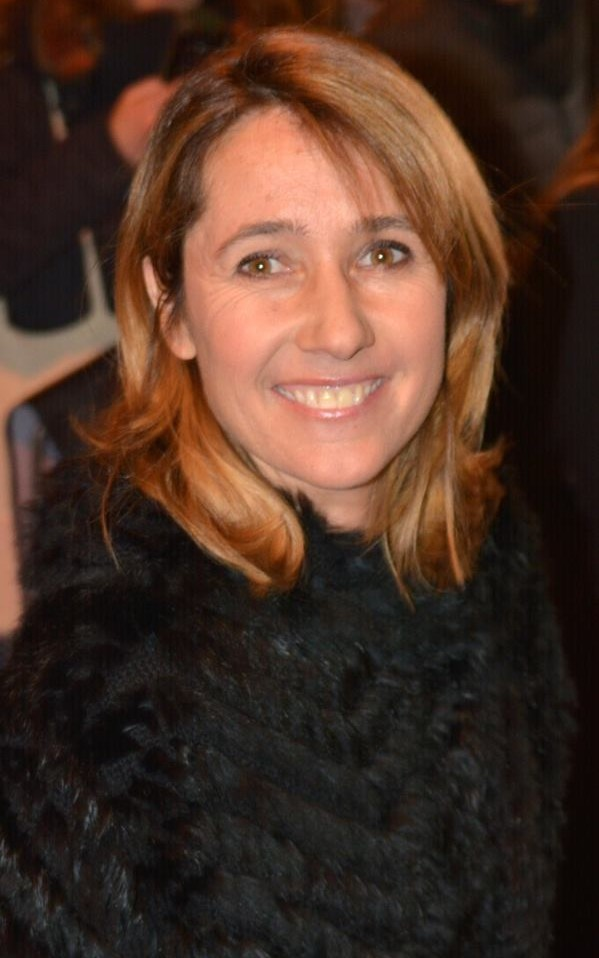
La directrice, Alexia Laroche-Joubert.

Pour cette cinquième saison, Alexia Laroche-Joubert, déjà présente lors des deux premières saisons, fait son retour, toujours en tant que directrice.
Raphaëlle Ricci, professeure d'expression scénique lors des premières éditions et absente de la quatrième, revient également. Les cours de chant sont désormais assurés par Richard Cross, qui a notamment collaboré avec plusieurs artistes comme la chanteuse Vanessa Paradis ou le groupe Kyo. Le comédien Philippe Lelièvre et le champion du monde de karaté Christophe Pinna se chargent respectivement des cours de théâtre et de sport. Aria Cresendo assure quant à elle les cours de yoga,,,.
Enfin, Kamel Ouali (professeur de danse), Jasmine Roy, Michael Jones et Matthieu Gonet (répétiteurs) conservent leurs rôles respectifs de la saison précédente,,.
| Matières/statut                             | Professeurs            |
| ------------------------------------------- | ---------------------- |
| Directrice                                  | Alexia Laroche-Joubert |
| Professeur de chant                         | Richard Cross          |
| Professeur d'expression scénique            | Raphaëlle Ricci        |
| Professeur de danse                         | Kamel Ouali            |
| Professeur de théâtre                       | Philippe Lelièvre      |
| Professeur de sport                         | Christophe Pinna       |
| Professeur d'aide à la préparation physique | Aria Crescendo         |
| Répétiteurs                                 | Michael Jones          |
| Répétiteurs                                 | Jasmine Roy            |
| Répétiteur et directeur musical             | Matthieu Gonet         |

## Artistes invités
| Épisode | Diffusion         | Invités | Référence |
| ------- | ----------------- | --- | --------- |
| 1       | 2 septembre 2005  | Grégory Lemarchal | [ 49 ]    |
| 2       | 9 septembre 2005  | Patxi Garat, Romain, Tina et Mathieu Johann (Star Academy 3 et 4)[réf. souhaitée] - Gérald de Palmas - Lara Fabian - M Pokora - Marc Lavoine   | [ 50 ]    |
| 3       | 16 septembre 2005 | Sandrine Kiberlain - Mariah Carey - Le Roi Soleil - Yannick Noah                                                                               | [ 51 ]    |
| 4       | 23 septembre 2005 | Florent Pagny - Grégory Lemarchal - Tina Arena - Daniel Powter - Julie Zenatti - Laurent Ournac                                                | [ 52 ]    |
| 5       | 30 septembre 2005 | Arielle Dombasle - Jenifer - Kyo - Patrick Fiori - Sofia Essaïdi                                                                               | [ 53 ]    |
| 6       | 7 octobre 2005    | Céline Dion - Lââm - Garou - Marilou - Jean-Pascal Lacoste - Houcine Camara - Michal - Hoda Sanz[réf. souhaitée] - Jamie Cullum                | [ 54 ]    |
| 7       | 14 octobre 2005   | Julien Clerc - K. Maro - Priscilla - Véronique Sanson - Christopher Stills                                                                     | [ 55 ]    |
| 8       | 21 octobre 2005   | Amel Bent - Georges-Alain Jones - Isabelle Boulay - Marc Lavoine - Shaggy                                                                      | [ 56 ]    |
| 9       | 28 octobre 2005   | Ginie Line - Michael Bublé - Michel Delpech - Roch Voisine - The Corrs - Ricky Martin                                                          | [ 57 ]    |
| 10      | 4 novembre 2005   | Anastacia - Charles Aznavour - Eros Ramazzotti - Michal - Roberto Alagna                                                                       | [ 58 ]    |
| 11      | 11 novembre 2005  | Alanis Morissette - Johnny Hallyday - Lorie - Madonna - Mimie Mathy - Stevie Wonder                                                            | [ 59 ]    |
| 12      | 19 novembre 2005  | Carlos Santana - Chimène Badi - Dany Brillant - Élodie Frégé - Hugues Aufray - Craig David[réf. souhaitée] - Mathieu Johann - Lucie Bernardoni | [ 60 ]    |
| 13      | 26 novembre 2005  | Michel Sardou - Natasha St-Pier - Paul Anka - Sean Paul - Corneille - Ennio Marchetto[réf. souhaitée]                                          | [ 61 ]    |
| 14      | 2 décembre 2005   | Calogero - Laura Pausini - Nâdiya - Texas - Juanes - Anthony Kavanagh                                                                          | [ 62 ]    |
| 15      | 9 décembre 2005   | Liane Foly - Liza Minnelli - Nolwenn Leroy - Raphael - Serge Lama - Anggun                                                                     | [ 63 ]    |
| 16      | 16 décembre 2005  | Grégory Lemarchal - James Blunt - Johnny Hallyday - Mariah Carey - Bob Sinclar - Gary Pine                                                     | [ 64 ]    |

## Classements
- Si vous ne connaissez pas le sujet, laissez ce bandeau (vous pouvez alors contacter les auteurs).
- Si vous supprimez le contenu mis en cause (vous pouvez préalablement contacter les auteurs),

argumentez précisément cette suppression dans la page de discussion
(un manque de référence n'est pas un argument ; une recherche réelle de référence doit avoir été effectuée, être formellement documentée).

## L'aprèsStar Academy

### Que sont-ils devenus?
Émilie a sorti un album et a joué dans la série La baie des flamboyants de Jean-Luc Azoulay,. Elle a également fait partie du jury de l'émission Kid creole.
Jean-Luc a sorti quatre singles entre 2017 et 2023. Il a joué le rôle de Mufasa dans la comédie musicale Le Roi lion à Paris au théâtre Mogador. Il intègre également le casting de la version anglaise pour l'Asie et de la version allemande. En 2016, il double la voix de Tui dans le film Vaiana, la légende du bout du monde. En 2018, il joue dans la comédie musicale Chicago. En 2020, Il s'engage au sein du collectif « Our Song Band » afin de récolter des fonds pour la fondation des hôpitaux de France.
Maud a sorti un single intitulé Le rythme d'une onde. Elle a également fait quelques apparitions dans la série Sous le soleil et incarné la fille de Bernard Tapie dans Commissaire Valence. En 2008, elle joue dans le film 15 ans et demi de François Desagnat et Thomas Sorriaux. En 2011, elle joue au théâtre dans la pièce Famille de Stars de Rémi Rosello. En 2015, elle joue dans la saison 4 de Hollywood Girls.
Pierre a participé à la comédie musicale Salut Joe ! et à l'émission Encore une chance sur NRJ 12,. En 2012, il intègre le groupe The Soul Dealers.
Arno participe en 2007 au spectacle High School Musical on Tour. En 2008, il participe à un épisode de la série Famille d'accueil et apparaît dans un épisode de la série QG. Il participe également la même année à la comédie musicale Je m’voyais déjà. Il est en 2022  mannequin, DJ et réalisateur aux États-Unis.
Grégoire participe en 2020 à l'émission À prendre ou à laisser sur C8.
Michaël a joué dans l’Opéra de La chauve-souris de Strauss. En 2019, il participe au spectacle Aznavour pour toujours.

## Audiences

### Primes
| Épisode | Diffusion                  | Téléspectateurs | Part de marché | Références |
| ------- | -------------------------- | --------------- | -------------- | ---------- |
| 1       | Vendredi 2 septembre 2005  | 7 375 000       | 35,6 %         | [ a 1 ]    |
| 2       | Vendredi 9 septembre 2005  | 5 944 000       | 29,3 %         | [ a 2 ]    |
| 3       | Vendredi 16 septembre 2005 | 6 494 720       | 30,3 %         | [ a 3 ]    |
| 4       | Vendredi 23 septembre 2005 | 6 384 640       | 30,0 %         | [ a 4 ]    |
| 5       | Vendredi 30 septembre 2005 | 6 384 640       | 29,9 %         | [ a 5 ]    |
| 6       | Vendredi 7 octobre 2005    | 7 815 680       | 38,8 %         | [ a 6 ]    |
| 7       | Vendredi 14 octobre 2005   | 6 935 040       | 31,3 %         | [ a 7 ]    |
| 8       | Vendredi 21 octobre 2005   | 6 888 000       | 31,9 %         | [ a 8 ]    |
| 9       | Vendredi 28 octobre 2005   | 7 540 480       | 35,8 %         | [ a 9 ]    |
| 10      | Vendredi 4 novembre 2005   | 7 155 200       | 32,3 %         | [ a 10 ]   |
| 11      | Vendredi 11 novembre 2005  | 8 311 040       | 38,7 %         | [ a 11 ]   |
| 12      | Samedi 19 novembre 2005    | 6 439 680       | 31,7 %         | [ a 12 ]   |
| 13      | Samedi 26 novembre 2005    | 7 430 400       | 34,6 %         | [ a 13 ]   |
| 14      | Vendredi 2 décembre 2005   | 7 870 720       | 35,9 %         | [ a 14 ]   |
| 15      | Vendredi 9 décembre 2005   | 7 870 720       | 35,8 %         | [ a 15 ]   |
| 16      | Vendredi 16 décembre 2005  | 8 751 360       | 39,6 %         | [ a 16 ]   |

Sur fond vert : plus hauts chiffres d'audiences
Sur fond rouge : plus bas chiffres d'audiences